# Anastatus bekiliensis
Anastatus bekiliensis är en stekelart som beskrevs av Jean Risbec 1952. Anastatus bekiliensis ingår i släktet Anastatus och familjen hoppglanssteklar.
Artens utbredningsområde är Madagaskar. Inga underarter finns listade i Catalogue of Life.